# Problème RSA fort
En cryptologie en théorie des nombres, le problème RSA fort (strong RSA) consiste à trouver une racine e-ième d'un nombre donné dans un certain anneau,. Il a été introduit indépendamment par Barić et Pfitzmann, et Fujisaki et Okamoto en 1997 comme hypothèse calculatoire afin de prouver la sécurité de constructions cryptographiques, en particulier les signatures numériques,,,. Cette relaxation du problème RSA donne des signatures plus efficaces et permet de se passer de certains modèles idéalisés tel que l'oracle aléatoire dans la preuve de sécurité.

## Définition
Soit {\displaystyle p,q} deux nombres premiers distincts, {\displaystyle n=pq}, et considérons l'anneau quotient {\displaystyle R=\mathbb {Z} /(n)}. Le problème RSA fort consiste à trouver, étant donné {\displaystyle n} et {\displaystyle y\in R\setminus \{0\}}, deux entiers {\displaystyle x\in R} et {\displaystyle e\in \mathbb {N} \setminus \{0,1\}} tels que {\displaystyle x^{e}=y}.
Le problème RSA fort est a priori plus facile que le problème RSA standard, puisque l'on peut en principe choisir e librement. 
À l'heure actuelle (2018) le meilleur moyen connu pour résoudre le problème RSA fort (comme pour le problème RSA standard) est d'obtenir une factorisation de {\displaystyle n}. En effet, étant donné une telle factorisation, il est facile de trouver deux entiers {\displaystyle e,d} tels que {\displaystyle ed=1{\bmod {\varphi }}(n)}où {\displaystyle \varphi } est la fonction d'Euler, au moyen de l'algorithme d'Euclide. On en déduit immédiatement {\displaystyle x=y^{d}}. Toutefois il n'est pas exclu qu'existent des algorithmes spécifiques résolvant le problème RSA fort sans pour autant obtenir une factorisation de {\displaystyle n}.

## Exemples importants
- La sécurité des signatures de Gennaro-Halevi-Rabin face aux contrefaçons existentielles a été réduite dans le modèle standard au problème RSA fort [9].
- La sécurité des signatures de Cramer-Shoup est prouvable dans le modèle standard en s'appuyant sur le problème RSA fort[6].